# Un mundo feliz
Un mundo feliz (en inglés, Brave New World) es la novela más famosa del escritor británico Aldous Huxley, publicada por primera vez en 1932. La novela  es una distopía que anticipa el desarrollo en tecnología reproductiva, cultivos humanos, hipnopedia y manejo de las emociones por medio de drogas (soma) que, combinadas, cambian radicalmente la sociedad.
El mundo aquí representado podría ser una utopía, aunque irónica y ambigua: la humanidad es ordenada en castas donde cada uno sabe y acepta su lugar en el engranaje social, saludable, avanzada tecnológicamente y libre sexualmente. La guerra y la pobreza han sido erradicadas, y todos son permanentemente felices. Sin embargo, la paradoja es que todas estas cosas se han alcanzado tras eliminar muchas otras: la familia, la diversidad cultural, el arte, el avance de la ciencia, la literatura, la religión, la filosofía y el amor. El título tiene origen en una obra del autor William Shakespeare, La tempestad, en el acto V, cuando Miranda pronuncia su discurso.

¡Oh, qué maravilla!
¡Cuántas criaturas bellas hay aquí!
¡Cuán bella es la humanidad! Oh, mundo feliz,
en el que vive gente así.
O wonder!
How many goodly creatures are there here!
How beauteous mankind is! O brave new world,
That has such people in't.

La importancia del libro en la vida de Huxley lo lleva a escribir más adelante (1958) un libro de ensayos y consideraciones relativas bautizado como Nueva visita a un mundo feliz (Brave New World Revisited), donde aborda detalladamente los diferentes problemas socioeconómicos que dieron impulso a la creación de su novela futurista. Un mundo feliz ocupa el quinto puesto en la lista de las 100 mejores novelas de la Modern Library del siglo XX.

## Argumento
La novela comienza en el año 632 después de Ford (2540 en el calendario gregoriano) con un grupo de estudiantes que visitan la central de condicionamiento de Londres, donde un científico les muestra la técnica de la reproducción artificial. Por medio de ella comprenden que la organización de la sociedad es determinada desde el nacimiento. El mundo se rige por la vigencia de un gran Estado Mundial que manipula la reproducción para garantizar personas perfectamente adaptadas a su posición social, designados con letras del alfabeto griego desde los Alfa, destinados a la dirigencia, hasta los Épsilon, diseñados para las tareas más peligrosas y repetitivas. Esta planificación de tipo genética se complementa mediante el condicionamiento por medio de la hipnopedia, la enseñanza durante el sueño, que inculca consignas y la educación.
Más adelante aparecen los protagonistas, entre ellos Bernard Marx y Lenina Crowne.

### Introducción (capítulos 1-6)
Los dos personajes (cuyos nombres, Lenina Crowne y Bernard Marx, hacen alusión al líder de la revolución socialista soviética, Lenin, y al padre del materialismo histórico, Karl Marx) presentan puntos de vista opuestos de esta sociedad. Lenina es la perfecta ciudadana, feliz y «neumática», conforme con su comportamiento, cumpliendo su función en la sociedad, que se relaciona con cuantos hombres le sea posible, pero bastante incapaz de ejercer su libertad de pensamiento; ella no reconoce su amor por el «Salvaje» como un conflicto emocional con su acondicionamiento.
Por oposición, Bernard Marx tiene algo del forastero, intelectualmente más listo que los demás (alfa-más) —su inteligencia hace que no responda al condicionamiento—; pero físicamente es más pequeño que el Alfa medio, se enfrenta (o al menos cree enfrentarse) a problemas sociales incluyendo el rechazo social por parte de las mujeres de su casta y falta de respeto por parte de las castas inferiores. Como resultado, se ha convertido en un inadaptado social, avergonzado cuando trata de conseguir citas con mujeres, desinteresado por los deportes, prefiere ser infeliz a tomar soma y a menudo expresa opiniones de inconformismo. El comportamiento inaceptable de Bernard lo mete en problemas con su jefe, el director del Laboratorio de incubación y Acondicionamiento. Sin embargo, Bernard obtiene permiso para visitar la Reserva Salvaje, donde lleva a Lenina.

### La reserva y el Salvaje (capítulos 7-9)
La segunda mitad de la novela comienza con la visita a la reserva. Es aquí donde se presenta el otro protagonista de la novela. John el Salvaje es el hijo de dos ciudadanos del mundo civilizado (es el resultado de un error accidental en el método anticonceptivo). Pronto se verá que su padre no es otro que el jefe de Bernard; este estaba de visita en la reserva cuando su madre se perdió; quedándose allí sola, dio a luz a John. Él creció con el estilo de vida de la tribu de los zuñi (indios pueblo, poblaciones sedentarias que habitan en el sudoeste de los Estados Unidos), y su religión, que es una mezcla entre creencias zuñi y cristianas. Sin embargo, también recibe la influencia de la educación que le da su madre (que le enseñó a leer) y del descubrimiento de las obras de William Shakespeare.

### El Salvaje visita el estado mundial (capítulos 10-18)
El choque cultural que resulta cuando el «salvaje» es llevado a la sociedad del «Mundo Feliz», como lo llama inicialmente, provee un conducto para que Huxley compare los valores de la sociedad con los nuestros y señala los mayores defectos de la sociedad del Mundo Feliz.
El punto clave de carácter moral del libro gira alrededor de dos problemas diametralmente opuestos. El primero, y el más obvio, es que para asegurar una felicidad continua y universal, la sociedad debe ser manipulada, la libertad de elección y expresión se debe reducir, y se ha de inhibir el ejercicio intelectual y la expresión emocional. Los ciudadanos son felices, pero John el Salvaje considera que esta felicidad es artificial y «sin alma». En una escena crucial discute con otro personaje, el Interventor Mundial de Europa Occidental Mustafá Mond, sobre el hecho de que el dolor y la angustia son parte tan necesaria de la vida como la alegría, y que sin ellos, poniéndolo en perspectiva, la alegría pierde todo significado.
El segundo problema presentado en la novela es que la libertad de elección, la inhibición de la expresión emocional y la búsqueda de ideas intelectuales resultan en la ausencia de la felicidad. Este problema se muestra en principio a través del personaje de Bernard, pero también a través del comportamiento de John en las fases finales de la novela. Incapaz de suprimir por completo su deseo hacia Lenina, que considera inmoral, y preso del remordimiento por ser incapaz de expresar su dolor ante la muerte de su madre, busca aislarse de la sociedad.
En el último capítulo, Bernard Marx y su amigo Helmholtz Watson van al exilio en las islas Malvinas, pero no se le permite al Salvaje ir con ellos. En cambio, encuentra un viejo faro en la zona rural de Inglaterra y se establece allí. Intenta iniciar una nueva vida como un ermitaño, incluyendo un régimen de mortificación de la carne y autoflagelación por acordarse de Lenina. Desafortunadamente, al ser ahora una celebridad, es acosado constantemente por los reporteros curiosos. Finalmente, después de un vídeo de él autoflagelándose, los visitantes llegan en mayores cantidades, entre ellos Lenina, y sucumbe a una orgía de sexo y soma tras atacar a Lenina. A la mañana siguiente, presionado por el dolor, el remordimiento y la desesperación, se suicida haciendo así valer en vano el experimento de Mustapha Mond.

### Temas y referencias
El libro ataca la producción del ensamblaje en línea como humillante, la liberación de la moral sexual calificándola como una afrenta contra el amor y la familia, el uso de eslóganes, el concepto de un gobierno centralizado, y el uso de la ciencia para controlar los pensamientos y acciones de la gente. Huxley ataca a la sociedad consumista y capitalista: en la novela, el fundador legendario de la sociedad fue Henry Ford, el fabricante de coches y creador del sistema de la cadena de montaje, de hecho Ford es el dios de esta sociedad. La letra T (una referencia al Modelo T de Ford) ha reemplazado la Cruz cristiana como un símbolo casi religioso.
El título del libro es una cita de Miranda en el acto V de la obra La tempestad de William Shakespeare, cuando ella conoce por primera vez otra gente diferente a su padre. John el Salvaje es un fuerte fanático de Shakespeare, lo que lo ubica en un rango superior a la mayoría de la distópica humanidad de Huxley. Al igual que la mayoría del pasado artístico y logros culturales, las obras de Shakespeare son archivadas y desconocidas en esta sociedad, excepto por los controladores mundiales.

## Personajes

### De la sociedad fordiana
- Archi, cantor de la comunidad, una figura semirreligiosa basada en Canterbury
- Director asistente de Predestinación
- Darwin Bonaparte, un paparazzo de la Sociedad Productora de Films.
- Fanny Crowne, amiga de Lenina
- Lenina Crowne, Beta-más y trabajadora genética
- Thomas, director del Cultivo Central de Londres
- Henry Foster, administrador del Cultivo y actual amante de Lenina
- Benito Hoover, un amigo Alfa-más de Lenina.
- Miss Keate, directora de Alta Tecnología de Vidrio y Cemento
- Bernard Marx, Alfa-más, psicólogo
- Mustafá Mond, interventor mundial de Europa occidental
- Helmholtz Watson, ingeniero emocional que escribe prensa. Es amigo de Bernard Marx y uno de los pocos que le comprende.
- Participantes del servicio de solidaridad: Morgana Rothschild, Herbert Bakunin, Fifi Bradlaugh, Jim Bokanovsky, Clara Deterding (la presidenta del grupo), Joanna Diesel, Sarojini Engels, Tom Kawaguchi.

### De la reserva de Malpaís
- John el Salvaje, hijo de Linda y Thomas, el director del cultivo central de Londres.
- Linda, madre de John, antigua ingeniera embrional Beta-menos en Londres
- Guardia de la reserva, un administrador Alfa-menos
- Kiakimé, amada por John
- Kothlu, casado con Kiakimé
- Viejo Mitsima, instruye a John sobre las tradiciones populares indígenas
- Palowhitwa
- Popé, amante de Linda detestado por John

### Personajes históricos
Estos son personajes contemporáneos a la novela, a los que se hace referencia como fundamentales para el desarrollo de la sociedad descrita
- Henry Ford, figura central de la sociedad mundial.
- Sigmund Freud, cuyo apellido es malinterpretado como un pseudónimo de Ford: «… cuando escribía sobre psicología».
- Reuben Rabinovich, un supuesto niño del siglo XX a partir del cual se inventó la hipnopedia.

## El estado mundial

### Historia
El calendario del Estado Mundial tiene el año 1908 como inicio, al ser este el año en que se fabricó el primer Ford modelo T. Sus fechas son denominadas como a. F. (antes de Ford) y d. F. (después de Ford). La Guerra de los Nueve Años que cita la novela aconteció en el año 141 de su calendario, que corresponde con el año 2049 del calendario gregoriano. Supuestamente, fue una guerra que afectó a la mayor parte del planeta, comenzaría en Europa y causó grandes daños, provocados por las armas químicas usadas en ella.
La guerra provocó un colapso en la economía mundial, y los líderes mundiales decidieron hacer frente a las catástrofes imponiendo las nuevas tecnologías en todos los territorios del planeta. Esta decisión provocó una gran resistencia, por lo que decidieron un cambio de política, iniciando una campaña pacífica, creando el Estado Mundial, en la que se censuraba todo lo que no le convenía al estado: museos cerrados, literatura eliminada, destrucción de monumentos, filosofía, religión, entre otros.
En la época en que se ubica la historia, el Estado Mundial está completamente establecido y casi todos los ciudadanos de la Tierra están bajo su control absoluto.

### Geografía política
Todo el planeta está unificado como un único estado mundial, gobernado por diez controladores mundiales, establecidos en varias ciudades clave. Han quedado pocas áreas aisladas como «reservas salvajes», incluyendo partes de Nuevo México, América del Sur, Samoa, y un grupo de islas en la costa de Nueva Guinea. Una conversación entre John y el interventor mundial de Europa Occidental, Mustafá Mond, revela detalles posteriores de la geografía política del Estado Mundial.
Mond explica que áreas que tienen muy pocos recursos o languidecen en climas muy austeros no son «civilizados» por el gobierno, y de bajo recurso económico. Como consecuencia estas áreas quedan como reservas y la vida local continúa. Algunas islas como Islandia y las Malvinas, han sido reservadas para los ciudadanos del estado mundial que no encajan en la vida social normal.

### Población
Los dos mil millones de habitantes del estado mundial están divididos rígidamente en cinco clases o castas. La sociedad es controlada por los alfas y sus subordinados, betas. Abajo, en orden descendente a nivel mental y de inteligencia están los gammas, deltas y epsilones. Cada casta es posteriormente dividida en «más» y «menos». En el pináculo de la sociedad están los alfa-doble-más, destinados a ser los futuros científicos y administradores del mundo. Las personas de diferentes castas están condicionadas para ser felices a su manera y no se resienten con las demás castas. Sin embargo, al mismo tiempo, todos los miembros de la sociedad son instruidos de forma repetitiva con la idea de que todos son igualmente importantes en la sociedad. Los ciudadanos del estado mundial disfrutan de la armonía racial a lo largo de todo el planeta. Aunque Inglaterra está poblada en su mayoría por caucásicos, la población también contiene proporciones étnicas sustanciales. Cuando visita la fábrica de productos eléctricos en Londres, John ve blancos y negros trabajando juntos. El único «amorío» (especie de película de máxima definición) descrito es protagonizado por un actor negro y una actriz blanca. El director de los cultivos describe cómo los bebés son cultivados sin importar el grupo étnico, así blancos y negros son producidos en el criadero central de Londres.

### Tecnología
La vida en el estado mundial está dominada por una tecnología bastante avanzada, que influye en todos los aspectos de la vida. El deporte, un pilar del estado mundial consiste en varios juegos desarrollados usando artefactos de alta tecnología, para mantener ocupadas a las fábricas. Juegos como tenis superficial, y golf electromagnético son las mayores distracciones para todos los niveles de la sociedad. Está prohibido crear un nuevo juego que no posea al menos el mismo número de artefactos que el juego que más artefactos tenga de los ya creados, ya que es necesario para fomentar el consumo.
Otro aspecto clave de entretenimiento son los «amoríos» una versión de alta tecnología de las películas. Los usuarios del cine (llamado cine sensible) colocan sus manos en los pomos de metal en los bordes de los brazos de la silla, permitiéndoles sentir las sensaciones físicas de los actores en pantalla. Otros artefactos de entretenimiento de alta tecnología aparecen de modo contundente en el libro, incluyendo cajas de música sintética, órganos de esencias (instrumentos musicales que combinan la música con aromas agradables), órganos de color (combinan música con una luz brillante) y televisión.
La tecnología de transporte también está altamente avanzada. La forma principal de transporte urbano es el helicóptero, con variaciones que incluyen «taxicópteros» y «deporticópteros» costosos y de gran categoría. Para las castas inferiores, se utiliza el monorrail de alta velocidad para ir a la zona rural. A nivel intercontinental, se utilizan aviones cohete, cuyo color indica su destino.
En los criaderos y centros de condicionamiento, la tecnología avanzada se utiliza en la creación de nuevos embriones. Además del equipo de laboratorio de alta tecnología, los criaderos tienen máquinas para condicionar los embriones envasados al calor, movimientos repentinos y enfermedades, permitiéndoles cumplir sus labores predestinadas en climas específicos. Los niños ya nacidos son expuestos en los centros de condicionamiento a una variedad de aparatos avanzados que ayudan a moldearlos en sus roles predeterminados. En los primeros capítulos, los niños Delta son entrenados para odiar el campo y los libros en un proceso que utiliza bocinas y electrocución. La hipnopedia se realiza utilizando altavoces instalados en las camas.
Otros aspectos de la vida reciben una gran influencia de la tecnología avanzada. La mayoría de la ropa se hace de materiales finos y sintéticos tales como acetato y viscosa. Los hombres se afeitan mediante maquinillas electrolíticas y consumen chicle con hormonas sexuales. Los ciudadanos pueden relajarse usando máquinas de masajes y el omnipresente «soma» (la novela revela que aunque este es ingerido en forma de tableta, puede también ser vaporizada para formar una nube anestésica, como sucede cuando John tira las tabletas por la ventana).

### Soma
Soma es una droga consumida en el mundo cada vez que las personas se encuentran deprimidas, con el fin de curar las penas y controlar los sentimientos.
Esta droga se basa en la droga soma, que utilizaban los bráhmanes en la época védica en la India, hace mucho mucho tiempo. Más tarde se perdió el conocimiento acerca de esta planta, y actualmente no se sabe exactamente a cuál se refiere.
En la novela se dice que un gramo de soma cura diez sentimientos melancólicos y que tiene todas las ventajas del cristianismo y del alcohol, sin ninguno de sus efectos secundarios.
En la obra se puede leer: «Si por desgracia se abriera alguna rendija de tiempo en la sólida sustancia de sus distracciones, siempre queda el soma: medio gramo para una de asueto, un gramo para fin de semana, dos gramos para viaje al bello Oriente, tres para una oscura eternidad en la Luna».
La droga parece poder ser destilada en casi cualquier alimento, así pues los personajes consumen helados de soma, agua con soma, solución de cafeína (café) con soma…
En la obra literaria la gente toma a menudo vacaciones de soma para encontrarse mejor anímicamente.
A su vez, el Estado se encarga del reparto de esta sustancia en forma libre y gratuita a fin de controlar las emociones sentidas por los miembros de la comunidad con el fin de mantenerlos contentos, factor necesario para no poner en peligro la estabilidad de la Metrópolis (nombre de la ciudad de la novela).
Cuando el autor publicó la novela, dijo que muchas de sus imaginadas truculencias de Un mundo feliz (1931) se convertían en penosas realidades con una rapidez que no había podido soñar.

## Interpretación
Ha sido afirmado por varios críticos literarios, y respaldado por el propio Aldous Huxley, que el libro, además de satirizar el desarrollo de la sociedad contemporánea, marca una perspectiva suicida acerca del futuro de la misma. En la novela, la Reserva (la cual es asociada con el pasado, y todo lo que esta contiene como miseria y enfermedades) y la sociedad mundial (la cual representa el futuro) se unen en el protagonista: John el Salvaje. En un sentido metafórico, esta unión podría representar el presente, en la medida que John no es parte ni del pasado ni del futuro de las sociedades pasadas ni venideras.
Parece tener simbolismos filosóficos muy claros en la lucha entre la verdad, y la ficción en la que cada uno puede vivir, o se supone que vivimos la mayoría de todos nosotros. Es claro el paralelismo con el mito de la caverna de Platón, en la que la gente es feliz, aunque es esclava, sin libertad en la prisión de su propia mente. La trilogía cinematográfica Matrix utilizó varias ideas de Un mundo feliz, donde se vive en un mundo completamente irreal. También se trata este tema, aunque en menor medida, en la película The Thirteenth Floor. Ante estos datos cabe resaltar que Huxley se consideraba a sí mismo un anarquista, lo que explicaría parte de su visión de la vida sobre todo en el ámbito político, aunque a ojos del movimiento libertario de ese tiempo uno heterodoxo o si se quiere, contradictorio.

### Sátira de la sociedad de la década de 1930
Como un modo de subrayar similitudes en esta distopía ficticia y su propia cultura contemporánea, Huxley incorpora varias referencias satíricas astutas dirigidas a entidades tales como la Iglesia de Inglaterra (a la que se refiere como un canto de comunidad), la BBC o el tabloide británico The Daily Mirror («The Delta Mirror»), el «The Christian Science Monitor» («El Monitor Fordiano de Ciencia»), Henry Ford, George Bernard Shaw y Sigmund Freud. El centro de propaganda del Londres de Un Mundo Feliz está en la calle Fleet, la cuna tradicional de la prensa británica, y el portavoz de la comunidad pseudo-religiosa está en Canterbury, donde está el clérigo líder de la Iglesia anglicana actual.
Los personajes de Huxley reciben nombres tomados de individuos importantes en el pasado del Estado Mundial. Por ejemplo, Bernard Marx se refiere a Bernard Shaw (uno de los pocos escritores sin censura de la antigüedad) y Karl Marx. Debido a que el Estado Mundial representa valores procedentes de ideologías opuestas dentro del espectro político, algunos de estos nombres combinan el capitalismo y el comunismo, indicando que, para Huxley, 'los extremos se tocan'. Así, se menciona personajes femeninos llamados Polly Trotsky y Morgana Rothschild.
- Henry Foster señala un paralelo con William Foster, un comunista estadounidense que se lanzó a la presidencia en 1924, 1928 y 1932, todo alrededor de la época de la publicación del libro. Dentro de estas referencias están las siguientes:
- Lenina Crowne: hace referencia a la monarquía o el gobierno monárquico y a Vladimir Lenin y la Revolución rusa de 1917, un derrocamiento radical de una monarquía.
- Mustafá Mond: La cabeza de la sociedad local es nombrado por una particularmente modernística pareja, Mustafa Kemal Atatürk y Sir Alfred Mond. El primero, era un líder que desenlazó a Turquía de sus raíces islámicas, y el último, era la cabeza de las Industrias Químicas Imperiales, un líder en relaciones laborales modernas.
- Helmholtz Watson es una referencia a Herman Ludwig Ferdinand von Helmholtz, médico, fisiólogo y psicofísico alemán y a John Broadus Watson psicólogo estadounidense y fundador del conductismo.

Dos personajes son nombrados a partir de fascistas e industrialistas contemporáneos:
- Primo Mellon combina a Miguel Primo de Rivera, el dictador español precursor de Francisco Franco, y Andrew W. Mellon, un filántropo industrialista.
- Benito Hoover une al líder fascista Benito Mussolini y a Herbert Hoover, presidente de los Estados Unidos a principios del siglo XX.

Además, hay referencias a los autores del Manifiesto comunista:
- Bernard Marx es una referencia obvia a Karl Marx.
- Sarojini Engels es una referencia a Friedrich Engels, desarrollador del materialismo dialéctico y cofundador del comunismo. El primer nombre es una referencia a Sarojini Naidu, una líder política hindú y contemporánea de Gandhi.

Otros personajes menores que toman su nombre de científicos, líderes políticos e industriales:
- Fifi Bradlaugh por Charles Bradlaugh, un activista político y ateo británico.
- Herbert Bakunin por Mijaíl Bakunin, impulsor del movimiento anarquista.
- Clara Deterding por Henri Deterding, presidente de la compañía petrolífera Royal Dutch/Shell.
- Joanna Diesel por Rudolf Diesel, inventor del motor diésel.
- Darwin Bonaparte combina al científico Charles Darwin con algunos de los dos emperadores de la dinastía Bonaparte.
- George Edzel es una referencia a Edsel Ford, hijo único de Henry Ford y presidente de la Ford Motor Company de 1919 hasta 1943.
- Polly Trotsky es una referencia a León Trotski, el revolucionario ruso y teórico marxista.

En la vida cotidiana presentada en la obra, la palabra «Ford» es usada en lugar de la palabra «Señor», como alusión a Dios, (en inglés Lord), así, en lugar de «¡Oh, Dios mío!» (Oh, my Lord!), los personajes repiten: «¡Oh, Ford mío!» («Oh, my Ford!»).
Por otra parte el método anticonceptivo que se usa en la novela es llamado «ejercicios maltusianos», que hace obvia alusión al llamado padre de la demografía: Thomas Robert Malthus.

## Influencias
Una de las mayores influencias contemporáneas de Aldous Huxley puede rastrearse en el pensamiento del intelectual transhumanista, novelista y ensayista Michel Houellebecq, particularmente en su obra más importante, Las partículas elementales, en la que dedica a aquel y a su hermano mayor, Julian Huxley, un capítulo entero: «Julian y Aldous»; a lo largo del mismo los personajes debaten y canalizan los pensamientos del autor, resaltando la importancia de la distopía de los Huxley para poder comprender la sociedad contemporánea y el ideario inalcanzable que estaría implicando su actual y casi completa secularización:

—Aldous Huxley era un optimista, como su hermano… —dijo con una especie de disgusto—. La mutación metafísica que originó el materialismo y la ciencia moderna tuvo dos grandes consecuencias: el racionalismo y el individualismo. El error de Huxley fue evaluar mal la relación de fuerzas entre ambas consecuencias. Más concretamente, su error fue subestimar el aumento del individualismo producido por la conciencia creciente de la muerte. Del individualismo surgen la libertad, el sentimiento del yo, la necesidad de distinguirse y superar a los demás. En una sociedad racional como la que describe Un mundo feliz, la lucha puede atenuarse. La competencia económica, metáfora del dominio del espacio, no tiene razón de ser en una sociedad rica, que controla los flujos económicos. La competencia sexual, metáfora del dominio del tiempo mediante la procreación, no tiene razón de ser en una sociedad en la que el sexo y la procreación están perfectamente separados; pero Huxley olvida tener en cuenta el individualismo. No supo
comprender que el sexo, una vez disociado de la procreación, subsiste no ya como principio de placer, sino como principio de diferenciación narcisista; lo mismo ocurre con el deseo de riquezas. ¿Por qué el modelo socialdemócrata sueco no ha logrado nunca sustituir al modelo liberal? ¿Por qué nunca se ha aplicado al ámbito de la satisfacción sexual? Porque la mutación metafísica operada por la ciencia moderna conlleva la individualización, la vanidad, el odio y el deseo. En sí, el deseo, al contrario que el placer, es fuente de sufrimiento, odio e infelicidad. Esto lo sabían y enseñaban todos los filósofos: no sólo los budistas o los cristianos, sino todos los filósofos dignos de tal nombre. La solución de los utopistas, de Platón a Huxley pasando por Fourier, consiste en extinguir el deseo y el sufrimiento que provoca preconizando su inmediata satisfacción. En el extremo opuesto, la sociedad erótico-publicitaria en la que vivimos se empeña en organizar el deseo, en aumentar el deseo en proporciones inauditas, mientras mantiene la satisfacción en el ámbito de lo privado. Para que la sociedad funcione, para que continúe la competencia, el deseo tiene que crecer, extenderse y devorar la vida de los hombres.

## Impacto cultural
Otras obras posteriores a Un mundo feliz han tomado nombres e ideas de la novela:
- La película Demolition Man está basada libremente en esta obra, hay muchos puntos en común entre ambas, por ejemplo una de las protagonistas se llama Lenina Huxley, por Lenina Crowne y Aldous Huxley.
- La canción «Soma», escrita por Julian Casablancas, del grupo de rock The Strokes, está posiblemente inspirada por el uso de soma: la droga brindada por el gobierno de la novela a los habitantes, las primeras palabras de la canción dicen así (traducida al español): «Soma es lo que ellos tomarían cuando los tiempos difíciles abrieran sus ojos; verían el dolor de una forma diferente».
- El grupo de heavy metal británico Iron Maiden se inspiró en la novela de Huxley para su duodécimo álbum, titulado homónimamente Brave New World.
- El tercer álbum de Marilyn Manson, titulado Mechanical animals, trata la desesperación de un hombre en un mundo muy parecido al propuesto por Huxley, este hombre alfa está en busca de ese soma que al final termina por ser una felicidad inducida, temporal y falsa. La canción que refleja más claramente esto se llama «Coma white» donde Manson cambia la palabra soma por coma. El booklet y el CD mismo tiene la imagen de la pastilla «coma».
- El cantante inglés Richard Ashcroft, que se dio a conocer con su banda de rock The Verve, incluye en su álbum en solitario Alone with everybody un tema titulado «Brave New World».
- El grupo musical español Girasoules, en su disco Mundo Feliz se inspiró en la popular novela de Huxley entre otros libros de ciencia ficción. Algunas canciones del disco tienen letras con referencias muy cercanas a la trama de Un mundo feliz, como la canción «Último tren» o la homónima al disco.
- El músico argentino Miguel Mateos hace referencia a la traducción del título de la obra en su canción "Un Mundo Feliz", del álbum en vivo Rockas vivas de 1985, antes que cualquier otro músico.
- La banda de heavy metal británico Motörhead también interpreta una canción con ese nombre.
- La banda de heavy metal alemana Iron Savior fue la primera en hacer referencia al trabajo de Huxley, antes que Iron Maiden o que Mötorhead en su primer disco, en 1997.
- La banda de thrash metal alemana Tankard hace referencia a la novela, en el tema «Grave New World», del disco The Tankard.
- La banda de thrash metal Sepultura Interpreta una mirada desde «los salvajes» hacia el mundo feliz en la letra del tema «Slave New World», de su disco Chaos A.D.
- En la canción «Yo soy», del grupo de hip hop La Tecnika, se nombra la novela.
- La película La isla, dirigida en 2005 por Michael Bay, refleja una sociedad muy similar a la de Un mundo feliz (seres humanos incubados y condicionados desde el nacimiento para pertenecer a una casta: alfas, deltas, etc.), aunque limitada a un centro tecnológico. Curiosamente, Huxley tiene otra novela llamada La isla, pero el argumento de la película es mucho más cercano a Un mundo feliz que a ese otro libro.
- El grupo de rock progresivo mexicano Chac Mool en su álbum Nadie en especial presenta una pieza llamada exactamente Un Mundo Feliz y habla con claridad del contenido del libro, aunque con algunas pequeñas diferencias: Se refiere al principio de la canción a los "Alfa Verde", que no aparecen en la novela. También en vez de mencionar la droga "Soma", ellos mencionan a otra llamada "Mandy".
- La película Gattaca, dirigida en 1997 por Andrew Niccol, y protagonizada por Ethan Hawke, Uma Thurman y Jude Law, guarda bastante parecido con la novela de Huxley. Trata temas como el de la manipulación genética y la organización social en castas.

## La islayUn mundo feliz
Existen diferentes elementos en común entre La isla y Un mundo feliz, usados con diferentes connotaciones en cada una:
| La isla                                                                        | Un mundo feliz                                            |
| ------------------------------------------------------------------------------ | --------------------------------------------------------- |
| Drogas utilizadas para la iluminación y el autodescubrimiento.                 | Drogas usadas para manejar y controlar las masas.         |
| Niños viviendo en grupo para no tener que soportar las neurosis de sus padres. | Niños viviendo en grupo para eliminar la individualidad.  |
| Estados de trance para incrementar el aprendizaje.                             | Estados de trance para instalar doctrinas.                |
| Reproducción asistida (inseminación artificial de baja tecnología).            | Reproducción asistida (bebés probeta de alta tecnología). |
| Métodos naturales de contracepción, sexo expresivo.                            | Contracepción universal artificial, sexo sin significado. |
| Peligrosa ascensión a un templo, como preparación espiritual.                  | Sucedáneo de pasión violenta.                             |
| Loros entrenados para pronunciar lemas edificantes.                            | Altavoces ubicuos.                                        |

## Vigencia de la obra
Muchas personas han encontrado en la obra una premonición de lo que ha terminado siendo el mundo. Este parecido se basa, entre otros motivos, en la aceptación que la sociedad hace de su esclavitud gracias a los medios de comunicación, la tecnología… (lo que en el mundo descrito por Huxley sería el soma). Además, también se han encontrado en el libro referencias a la fecundación in vitro (los niños se fabrican en serie) y la realidad virtual.
Por otra parte, la sociedad que se describe en Un mundo feliz está dominada por los avances científicos y tecnológicos y las drogas, que anulan las emociones básicas del ser humano.
También podemos encontrar lo que podría ser una referencia al turismo en zonas subdesarrolladas (cuando Lenina y Bernard viajan a Malpaís) y de la imagen de superioridad de los países de “civilizados” frente a los que no lo son.
El libro muestra una sociedad en la que todo el mundo realiza su trabajo felizmente, aunque sean desagradables, con una tendencia al conformismo y en la que las mismas cosas que entretienen a la sociedad son las que les mantienen controlados (redes sociales, prensa, entretenimiento…). Esta sociedad, además, está controlada por el placer, representado por el soma, y la gente evita hacer o ver cosas que les parecen desagradables; la mayoría de la gente solo se preocupa por temas triviales y deja de lado otros más importantes, lo que se podría comparar con el actual auge de la televisión basura. Además también nos muestra el fenómeno de la desinformación, causada por el gran flujo de información que recibimos diariamente.

## Adaptaciones
La primera traducción al castellano fue la realizada por Luys Santa Marina para el editor Luis Miracle en 1935, en su colección Centauro. Esta traducción fue la de referencia en español hasta la realizada para Plaza & Janés en 1969 por Ramón Hernández.
- Brave New World (27 de enero y 3 de febrero de 1956), programa de (radio emitido en CBS Radio Workshop
- Brave New World (1980), telefilme dirigido por Burt Brinckerhoff
- Schöne Neue Welt (1994), rock musical, Roland Meier/Stefan Wurz, Kulturhaus Osterfeld Pforzheim, Alemania
- Brave New World (1998), telefilme dirigido por Leslie Libman y Larry Williams
- Brave New World (2003), adaptación al teatro, Brendon Burns, Solent Peoples Theatre
- Schöne Neue Welt (2006), musical, GRIPS Theater Berlin, Alemania
- Brave New World (2010), miniserie dirigida por Leonard Menchiari
- Un mundo feliz (2013), programa de radio emitido en Radio Nacional de España[4]
- Brave New World (2014), fan film dirigido por Nathan Hyde
- Brave New World (2020), serie creada por David Wiener[5][6]